# Tỉnh ủy Tiền Giang
Tỉnh ủy Tiền Giang hay còn được gọi Ban chấp hành Đảng bộ tỉnh Tiền Giang là cơ quan lãnh đạo cao nhất của Đảng bộ tỉnh Tiền Giang giữa hai kỳ đại hội đại biểu Đảng bộ tỉnh Tiền Giang, do Đại hội Đại biểu Đảng bộ tỉnh bầu.
Tỉnh uỷ Tiền Giang có chức năng thi hành nghị quyết, quyết định của Đại hội Đại biểu Đảng bộ tỉnh Tiền Giang, Ban Chấp hành Trung ương Đảng, Ban Bí thư và Bộ Chính trị. Đứng đầu Tỉnh ủy là Bí thư Tỉnh ủy và thường là ủy viên Ban chấp hành Trung ương Đảng. 